# Сашо Диков
Сашо Диков Стойков e български журналист, бивш състезател и републикански шампион по ски алпийски дисциплини.

## Биография
Роден е на 25 юли 1952 г. в село Бели Осъм, община Троян. След завършване на 7-и клас се премества да учи в София и да тренира в ЦСКА. Завършва с отличие 12-а елитна гимназия в столицата. През 1977 г. завършва Висшия институт за физическо възпитание и спорт (ВИФ) в София.

### Спортна кариера
Състезава се и става републикански шампион по ски алпийски дисциплини. През 1976 г. участва на зимните Олимпийски игри в Инсбрук (Австрия), където се състезава в слалома на ски алпийски дисциплини. Отпада във втория манш.

### Журналистическа кариера
От 1978 до 1993 г. работи в спортната редакция на БНТ. От 1996 до 2013 г. е в телевизия „Канал 3“, където е водещ на спортните предавания „Едно към едно“ и „Спорт в обектива“, както и на политическото „Пет за четири“. От 2000 до 2013 г. е програмен директор на телевизия „Канал 3“. От 2013 до 2015 г. е водещ на предаването „Дикoff“ по Нова телевизия. От ноември 2015 г. прави авторското си предаване „Просто Диков“ по BiT (Би Ай Телевизия), а от 11 април 2017 г. до февруари 2018 г. е програмен директор на BiT. От 13 април 2018 г. води предаването „ЕвроДикоФ“ по телевизия Евроком.
През 2019 г. Сашо Диков участва в процедурата за нов генерален директор на БНТ, но тогава СЕМ избра Емил Кошлуков. През 2022 г. е сред осемте кандидати за генерален директор на БНТ.

### Семейство
Има предишен брак с Аня Пенчева, който е прекъснат с развод. От брака си с Аня Пенчева има дъщеря – Петя Дикова, водеща на предаване по БТВ. На 22 април 2019 г. се ражда първородният му внук Александър.